# Busa (langue)
Pour les articles homonymes, voir Busa.
Le busa est une langue mandée orientale parlée au Nigeria et au Bénin.

### Sources
- (en) « Bisã written with Latin script bqp-Latn », sur ScriptSource